# المدرسة الوطنية للعلوم التطبيقية بطنجة
المدرسة الوطنية للعلوم التطبيقية بطنجة، هي مدرسة عليا تأسست سنة 1998 في مدينة طنجة وتنضوي تحت لواء جامعة عبد المالك السعدي التي يتواجد مقرها بتطوان. يتميز التكوين فيها بتطبيق نظام بيداغوجي يعتمد وحدات دراسية منظمة في فصول دراسية سداسية ويتميز التكوين فيها كذلك بالانفتاح على الوسط الصناعي والاقتصادي.

## التخصصات
يحصل الطلبة الحاملون لشهادة البكالورية على دبلوم مهندس دولة بعد خمسة سنوات في أحد التخصصات التالية:
- الهندسة الصناعية واللوجيستية
- هندسة النظم الإلكترونية
- هندسة نظم الاتصالات والشبكات
- الهندسة الطاقية والبيئة الصناعية
- هندسة المعلوميات

## التكوينات المتوفرة
الأقسام التحضيرية: وتضم أربعة فصول دراسية، ويمتد التكوين فيها لسنتين بعد الباكالوريا مرتكزا على المجال العلمي الأساسي وتقنيات التعبير والتواصل والإعلاميات.
أسلاك المهندسين: وتضم ستة فصول دراسية ومدتها ثلاث سنوات بعد السنتين التحضيريتين، ويهم التكوين بهذا السلك المجال العلمي والتقني الأساسي والمتخصص، كما يستفيد الطلبة من مجموعة من المعارف والقدرات المتعلقة بتسيير المشاريع وتدبير المقاولات واللغات وتقنيات الإعلام والتواصل.

## شروط الإلتحاق
– لولوج الأقسام التحضيرية يشترط في المترشح أن يكون:
إما مسجلا بالسنة النهائية من سلك البكالوريا في شعبة العلوم الرياضية أو شعبة العلوم التجريبية أو شعبة العلوم والتكنولوجيات.↵أو حاصلا على شهادة البكالوريا في شعبة العلوم الرياضية أو شعبة العلوم التجريبية أو شعبة العلوم والتكنولوجيات أو ما يعادلها.
وتكون مباراة الولوج على مرحلتين متتاليتين:
الانتقاء التمهيدي المرتكز على المعدل العام المحصل عليه في امتحان البكالوريا ونوع البكالوريا
اختبار كتابي على شكل استمارة متعددة الاختيارات بالنسبة للمترشحين المقبولين في الانتقاء التمهيدي
– لولوج سلك المهندسين يشترط في المترشح أن يكون:
ناجحا في المباراة الوطنية المشتركة لولوج مدارس المهندسين بالنسبة لتلامذة الأقسام التحضيرية أو حاملي إحدى الدبلومات التالية أو ما يعادلها: دبلوم الإجازة، دبلوم الدراسات الجامعية العامة، دبلوم الدراسات الجامعية المهنية، دبلوم الدراسات الجامعية العامة في العلوم، دبلوم الدراسات الجامعية في العلوم والتقنيات، الدبلوم الجامعي للتكنولوجيا، دبلوم الميتريز في العلوم المتخصصة، دبلوم الميتريز في العلوم والتقنيات